# 马萨 (食品)

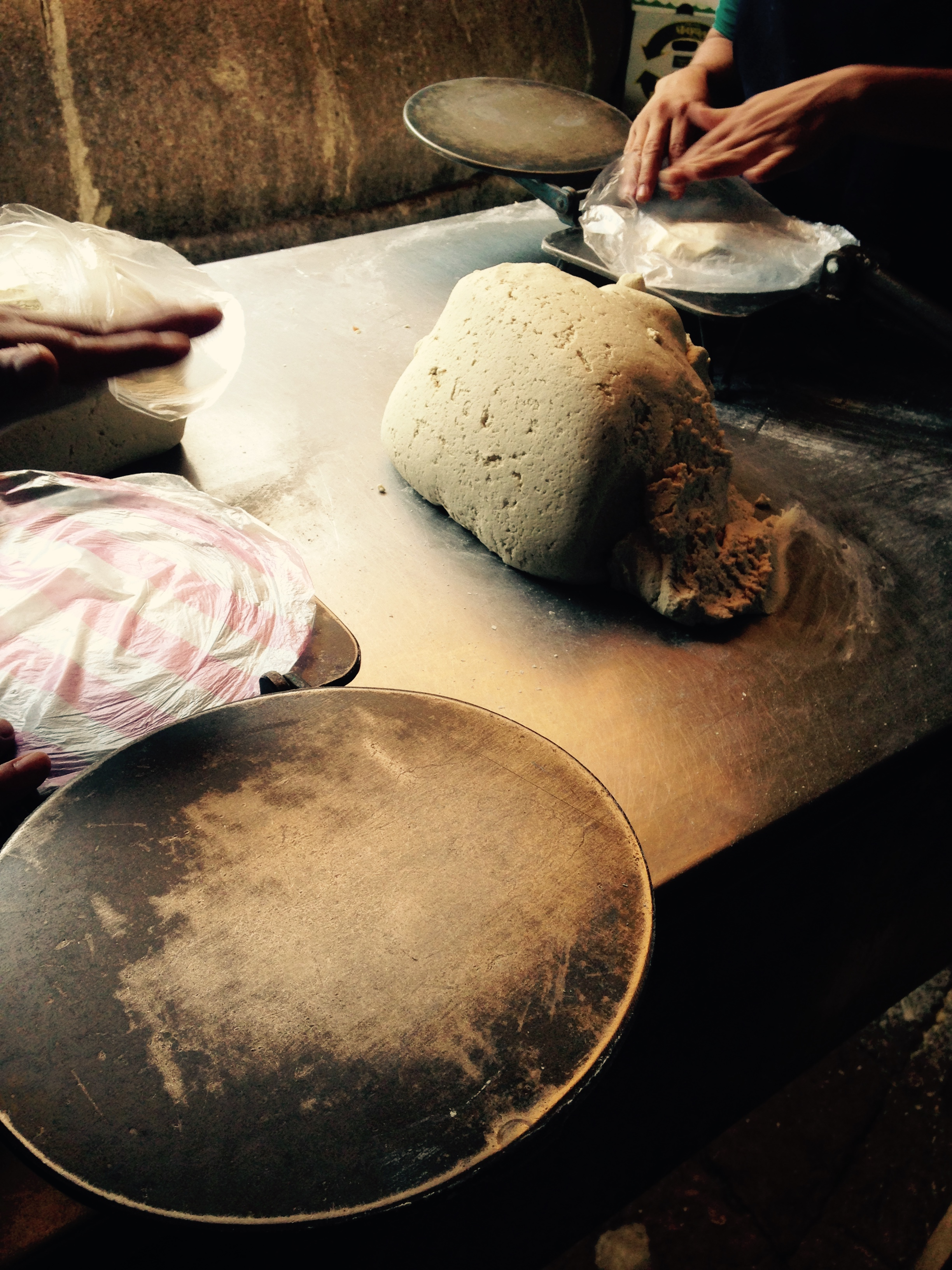
使用馬薩生麵團製作墨西哥薄饼

馬薩（Masa，/ˈmɑːsə/、西班牙語發音：[ˈmasa]）是西班牙語中麵團的意思。虽然这个词大多是指任何类型的的面团，而在一些地区（墨西哥、中美洲和美国西南的部分地区）是对用新鲜准备的Hominy制作的玉米麵團（西班牙語：masa de maíz）的简称。它被用來製作薄餅、墨西哥粽、薩爾瓦多玉米餡餅和許多其他拉丁美洲食品。乾燥的粉狀馬薩叫做馬薩粉（西班牙語：masa harina），或 Maseca（一个领头的商业品牌名称）。它在使用前需要加水混合。
制作Hominy的过程也被称作碱法烹制，产物叫作碱马萨（西班牙語：masa nixtamalera）。在中美洲國家和墨西哥食品中，人們會將碱马萨加水和牛奶煮成一種叫做Atole的黏稠熱飲。加入巧克力和糖后叫做巧克力Atole，加入茴芹和墨西哥黑糖后就成了墨西哥熱可可。.